# Church & Dwight
Church & Dwight Co., Inc. – amerykańska spółka publiczna zajmująca się produkcją środków czystości i higieny osobistej oraz innych dóbr konsumpcyjnych, a także substancji na potrzeby przemysłu i rolnictwa. Przedsiębiorstwo ma swoją siedzibę w Ewing, w stanie New Jersey, a zarejestrowane jest w stanie Delaware. Jego akcje notowane są na New York Stock Exchange. Od 2016 roku spółka wchodzi w skład indeksu giełdowego S&P 500.
W 2022 roku przedsiębiorstwo uzyskało przychód w wysokości 5,38 mld USD, a zysk netto – 0,41 mld USD. Przedsiębiorstwo znalazło się na 1447. pozycji w rankingu największych spółek publicznych na świecie Global 2000 opublikowanym przez Forbesa w 2022 roku.

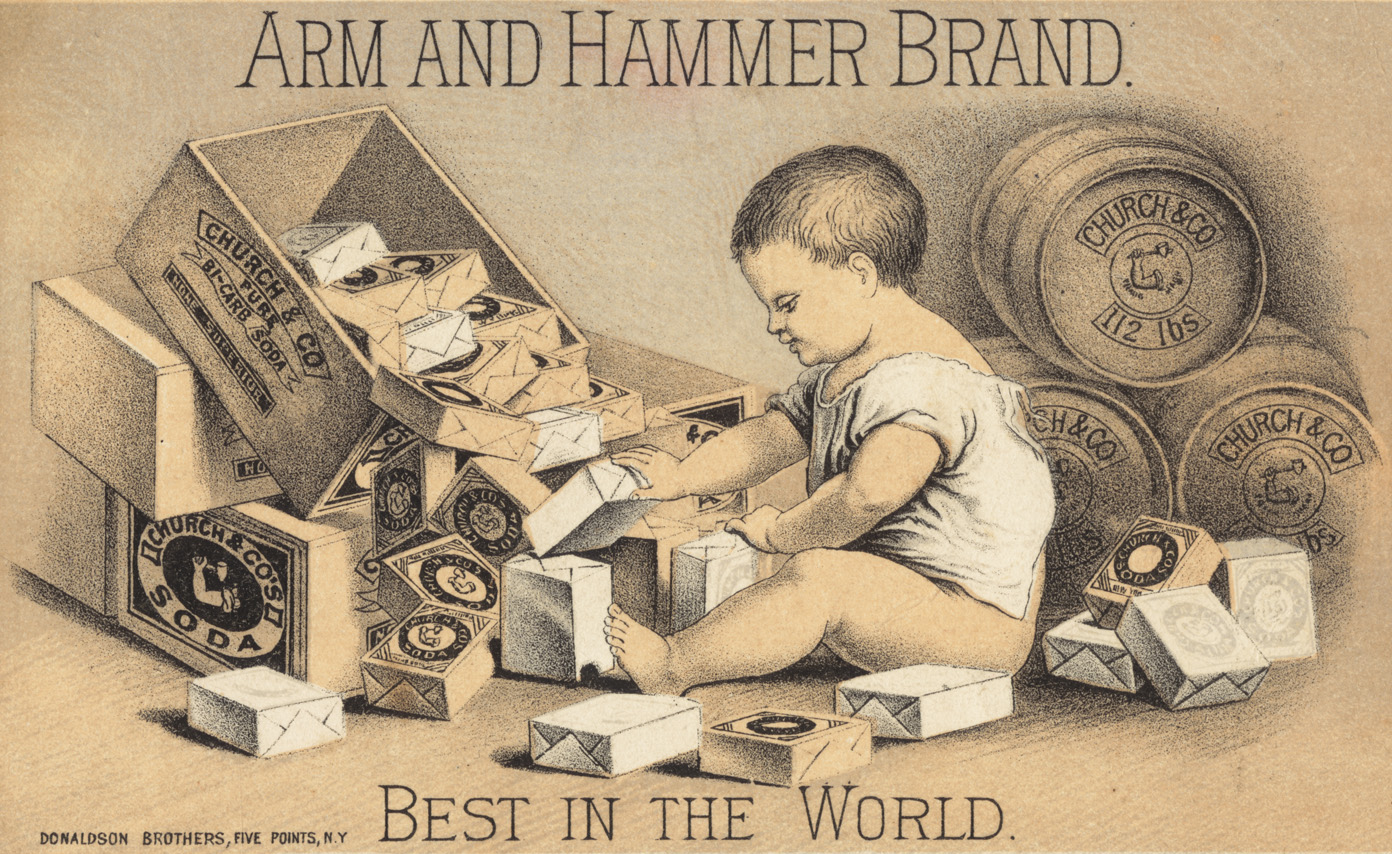
Reklama sody oczyszczonej marki Arm & Hammer z 1879 roku

Spółka została założona w 1846 roku, a zarejestrowana w 1925 roku. W początkowych latach działalność przedsiębiorstwa ograniczała się do sprzedaży sody oczyszczonej (wodorowęglanu sodu), wykorzystywanej w procesie pieczenia (składnik proszku do pieczenia). Produkcja tej substancji pozostaje ważnym elementem działalności spółki. Jest ona składnikiem wielu innych wytwarzanych przez nią produktów, m.in. past do zębów, odwaniaczy, środków do prania i żwirku dla kotów, które sprzedawane są pod marką Arm & Hammer. Stworzona w 1867 roku, jest to najdłużej funkcjonująca marka należąca do Church & Dwight.
Inne znaczące marki należące do przedsiębiorstwa to: Trojan (prezerwatywy i akcesoria seksualne), OxiClean (środki czystości), Spinbrush (elektryczne szczoteczki do zębów), First Response (testy ciążowe), Nair (depilatory), Orajel (środki przeciwbólowe dla jamy ustnej), Xtra (środki do prania), L′il Critters (suplementy diety dla dzieci), Vitafusion (suplementy diety dla dorosłych), Batiste (szampony suche), Waterpik (irygatory do zębów i głowice prysznicowe), Zicam (preparaty na przeziębienie), Therabreath (środki do higieny jamy ustnej) oraz Hero (preparaty przeciwtrądzikowe).
W 2022 roku 94% przychodu przedsiębiorstwa pochodziło ze sprzedaży produktów przeznaczonych dla konsumentów, w tym 77% na rynku rodzimym (amerykańskim), a 17% na rynkach zagranicznych. Głównymi rynkami zagranicznymi były Australia, Francja, Kanada, Meksyk, Niemcy i Wielka Brytania. Pozostałe 6% przychodu pochodziło ze sprzedaży produktów przeznaczonych dla podmiotów komercyjnych (środki czystości, dodatki paszowe dla zwierząt hodowlanych, substancje chemiczne – wodorowęglan sodu, węglan potasu, wodorowęglan potasu).
Pod koniec 2022 roku przedsiębiorstwo zatrudniało 5250 pracowników, z czego 87% na terenie obu Ameryk, 10% w Europie, Afryce i na Bliskim Wschodzie, a 3% w Azji, Australii i Oceanii.